# Xanthochlorus tarsatus
Xanthochlorus tarsatus är en tvåvingeart som först beskrevs av Ignaz Rudolph Schiner 1868.  Xanthochlorus tarsatus ingår i släktet Xanthochlorus och familjen styltflugor. Inga underarter finns listade i Catalogue of Life.